# 平田愛咲
平田 愛咲（ひらた あずさ、1991年4月6日 - ）は日本の舞台女優である。劇団四季所属。父親が日本人、母親が韓国人のハーフ。福岡県出身。

## 略歴・人物
- 幼い頃から女優の母・玄海椿の影響で芝居の世界に親しむ。
- 8歳で児童劇団「テアトルハカタ」に入団。この頃より博多を中心に九州各地を巡演した母の一人芝居があるときには前座としてタップダンスや歌を披露したり、出番が終わると裏方として音響や照明機材の操作を担当して母を支えた。
- 2000年1月、『王様と私』で子役デビュー。
- 2008年4月、16歳で高校を辞めて単身上京。東宝ミュージカルアカデミーに入学。
- 2009年10月、『屋根の上のヴァイオリン弾き』（日生劇場）三女・チャヴァ役でプロデビュー。
- 2011年3月14日、東宝ミュージックよりFirst mini album「Ai」をリリース
- 2011年、『レ・ミゼラブル』（帝国劇場）にエポニーヌ役で出演。
- 2011年7月1日、セルビアで開催された「第1回シルヴェスター・リーヴァイ国際ミュージカル歌唱コンクール」にてグランプリを受賞。セミ・ファイナルで「命をあげよう」（『ミス・サイゴン』より）を歌った時点で、優勝だと審査員の意見が一致していた。さらにファイナルのソロ曲「100万のキャンドル」（『マリー・アントワネット』より）が完璧に素晴らしく、審査員全員一致で優勝した。
- 2014年9月から2ヶ月間、NYで生活する。
- 2015年、劇団四季に入団[1]。

## 出演

### 舞台

#### 劇団四季入団前
- 『嘆きのサンバ』青空カラス役　（1999年11月、アクロス福岡）初舞台
- 東宝ミュージカル『王様と私』王女役 (2000年1月、博多座)
- 北島三郎特別公演　まつり娘（2007年11月、博多座）
- 東宝ミュージカル『屋根の上のヴァイオリン弾き』三女・チャヴァ役（2009年10月5日〜29日、日生劇場）
- 帝劇開場100周年記念公演『レ・ミゼラブル』エポニーヌ役（2011年4月12日〜6月12日、帝国劇場）
- 『奇跡の人』主演・アニー・サリバン役（2011年8月27・28日 ヘレン・ケラー役 上白石萌音）
- 帝劇開場100周年記念公演『細雪』お千代役 （2011年10月5日〜22日、帝国劇場、他 各地巡演、2012年4月4日〜26日、御園座）
- 東宝ミュージカル『ハムレット』ヘレナ役（2012年2月1日〜2月22日、シアタークリエ／2月25日〜28日、梅田芸術劇場／3月3日・4日、中日劇場）
- ミュージカル『王様と私』タプチム役（2012年7月2日〜8月12日、全国18都市巡演）
- ミュージカル座『カムイレラ』主演・キヤ役（2012年9月20日〜26日、六行会ホール）
- ミュージカル『この森で、天使はバスを降りた』主演・パーシー役（2013年2月）
- tpt『ダンシング・アット・ルーナサ』五女・クリス役（2013年6月、近泉ピット）
- オフブロードウェイミュージカル『Ordinary Days　〜なにげない日々〜』テイブ役（2013年10月17日〜22日）
- ミュージカル『IN THE HEIGHTS』（2014年4月4日〜5月11日、Bunkamuraシアターコクーン 他）
- 東宝ミュージカル『CATCH ME IF YOU CAN』（2014年6月21日〜7月20日、シアタークリエ 他）
- ミュージカルコメディ『死神』タイトルロール(2014年9月3日〜9日、紀伊国屋ホール)
- オフブロードウェイミュージカル『bare』ヒロイン・アイヴィ役(2014年12月18日〜12月29日)
- 韓国ミュージカル『パルレ』主演・ナヨン役 (2015年1月28日〜2月3日、博品館劇場)

#### 劇団四季入団後
- ミュージカル『美女と野獣』ベル役 (2015年6月10日 - 2017年5月21日)
- ミュージカル『サウンド・オブ・ミュージック』主演・マリア 役（2015年8月18日 - )
- ミュージカル 『リトルマーメイド』三女・アリスタ役 （2017年8月3日 - ）
- 『劇団四季ソング&ダンス65』(2017年10月24日-2018年12月9日)
- ミュージカル『エビータ』（2019年6月17日 - )
- ミュージカル『アラジン』ジャスミン役(2019年12月20日-)
- 『劇団四季のアンドリュー・ロイド＝ウェバー コンサート～アンマスクド～』(2021年12月5日-2022年2月10日)日本版オリジナルキャスト
- ミュージカル　新演出版『美女と野獣』ベル役　日本版オリジナルキャスト（2022年11月2日- ）[2]

### コンサート・ライヴ
- 『Ai』発売記念ミニライヴ　（2011年5月22日、銀座山野楽器本店7階イベントスペースJamspot）
- シルベスター・リーヴァイ国際ミュージカルコンクール・ガラショウ（2011年7月4日、ハンガリーブダペスト・オペレッタミュージカル劇場）
- M.クンツェ＆S.リーヴァイの世界〜2nd Season〜 Special Version　（2012年3月25日、東京国際フォーラムC）
- 『ONE-HEART MUSICAL FESTIVAL』（2012年12月31日〜2013年1月3日、シアタークリエ）
- 『ONE-HEART MUSICAL FETIVAL 2013 夏』（2013年7月17・18日、シアタークリエ）

### CM
- 連合（2011年） - 「労働ということ つながろうNIPPON」篇 ※ CMソング歌唱

### ラジオ
- NHK『 午後のまりやーじゅ』ゲスト出演(2015年12月1日)

### イベント
- D23 Expo Japan 2015『劇団四季 ディズニーミュージカル・オン・ステージ』ベル役  (2015年11月8日、舞浜アンフィシアター)

## ディスコグラフィ

### ミニアルバム
- First mini album『Ai』（2011年3月14日、東宝ミュージック）